# 国鉄タキ10150形貨車
国鉄タキ10150形貨車（こくてつタキ10150がたかしゃ）は、かつて日本国有鉄道（国鉄）及び1987年（昭和62年）4月の国鉄分割民営化後は日本貨物鉄道（JR貨物）に在籍した私有貨車（タンク車）である。

## 概要
本形式は、液化塩化ビニル専用の30t 積タンク車として1968年（昭和43年）1月13日から1979年（昭和54年）6月29日にかけて19ロット43両（タキ10150 - タキ10192）が富士重工業、川崎車輛、日本車輌製造、三菱重工業の4社にて製作された。
本形式の他に液化塩化ビニルを専用種別とする形式には、タム9300形（5両）、タサ4000形（5両）、タキ5800形（29両）、タキ5850形（55両）の4形式があった。
1979年（昭和54年）10月より化成品分類番号「燃(G)23」（燃焼性の物質、高圧ガス、高圧ガス、可燃性のもの）が標記された。
落成時の所有者は、電気化学工業、三井東圧化学、日本石油輸送、旭硝子、三菱商事、日本陸運産業（現・日陸）の6社であった。
1970年（昭和45年）8月19日に三井東圧化学6両（タキ10160 - タキ10165）が日本石油輸送へ名義変更された。1977年（昭和52年）12月27日に電気化学工業1両（タキ10157）が信越化学工業へ名義変更された。1976年（昭和51年）12月28日にセントラル硝子3両（タキ10179 - タキ10181）が日本石油輸送へ、1977年（昭和52年）3月24日に2両（タキ10182・タキ10183）が旭硝子へそれぞれ名義変更された。
タンク体は高張力鋼(HT55)製で厚さ75mmのグラスウール断熱材を巻き、薄鋼板製のキセ（外板）が設置された。荷役方式はタンク上部にあるプロテクタ内側にある弁からの上入れ、上出し式である。
車体色は灰色（ねずみ色1号）、寸法関係は全長は12,570mm、全幅は2,500mm、全高は3,880mm、軸距は9,650mm、実容積は36.8m3、自重は21.3t、換算両数は積車5.0、空車2.2であり、台車はベッテンドルフ式のTR41Cである。
1987年（昭和62年）4月の国鉄分割民営化時には7両（タキ10176 - タキ10178、タキ10184、タキ10187、タキ10188、タキ10190）がJR貨物に継承されたが、最後まで在籍した3両（タキ10176 - タキ10178）が2002年（平成14年）3月に廃車となり同時に形式消滅となった。一部の車は除籍後台湾へ輸出されP30VT400形となり液化塩化ビニル専用車として運用された。

### 年度別製造数
各年度によるロット別、製造会社と両数は次のとおりである。（所有者は落成時の社名）
- 昭和42年度 - 8両
  - 富士重工業 2両 電気化学工業（タキ10150・タキ10151）
  - 富士重工業 4両 電気化学工業（タキ10152 - タキ10155）
  - 富士重工業 1両 電気化学工業（タキ10156）
  - 富士重工業 1両 電気化学工業（タキ10157）
- 昭和43年度 - 8両
  - 富士重工業 2両 電気化学工業（タキ10158・タキ10159）
  - 川崎車輛 3両 三井東圧化学（タキ10160 - タキ10162）
  - 日本車輌製造 3両 三井東圧化学（タキ10163 - タキ10165）
- 昭和44年度 - 13両
  - 川崎車輛 2両 日本石油輸送（タキ10166・タキ10167）
  - 川崎車輛 2両 旭硝子（タキ10168・タキ10169）
  - 川崎車輛 3両 電気化学工業（タキ10170 - タキ10172）
  - 日本車輌製造 1両 日本石油輸送（タキ10173）
  - 三菱重工業 2両 日本石油輸送（タキ10174・タキ10175）
  - 三菱重工業 2両 三菱商事（タキ10176・タキ10177）
  - 三菱重工業 1両 三菱商事（タキ10178）
- 昭和45年度 - 5両
  - 富士重工業 5両 セントラル硝子（タキ10179 - タキ10183）
- 昭和54年度 - 9両
  - 日本車輌製造 3両 日本石油輸送（タキ10184 - タキ10186）
  - 日本車輌製造 2両 日本陸運産業（タキ10187・タキ10188）
  - 日本車輌製造 2両 日本石油輸送（タキ10189・タキ10190）
  - 川崎車輛 2両 旭硝子（タキ10191・タキ10192）